# П'єро Сраффа
П'єро Сраффа (італ. Piero Sraffa, нар. 5 серпня 1898 в Турині — пом. 3 вересня 1983 в Кембриджі) — впливовий італійський економіст, викладач економіки в Кембриджському університеті. Його праця «Виробництво товарів через виробництво» (англ. Production of Commodities by Means Commodities) вважається установчою книгою неорікардіанської школи економіки.
«Виробництво товарів через виробництво» була спробою довести до досконалості теорію вартості класичної політекономії, яку первинно розробив Девід Рікардо та інші автори. Метою Сраффи була демонстрація недоліків домінуючої неокласичної теорії вартості, а також розробка альтернативних підходів. Зокрема, його техніка формування сукупного капіталу як «продукту минулої праці» привела до суперечки двох Кембриджів про капітал.
Було і лишається спірним питанням, чи справді праця Сраффи була спростування неокласичної теорії. Багато посткейсіанських авторів використовували критику Сраффи як підставу для відмови від неокласичного підходу та вивчення інших моделей економічної поведінки. Інші вважали його працю сумісною з неокласичною теорією, оскільки її було розроблено на базі сучасних моделей загальної рівноваги. Тим не менше, праці Сраффи в середині 1920-х років заклали теоретичні основи неорікардіанства.

## Головні праці
- Sulle Relazioni fra Costo e Quantita Perdotta (1925), стаття в Annali di Economia (англійський переклад On the Relation Between Costs and Quantity Produced);
- The Laws of Returns under Competitive Conditions (1926), стаття в Economic Journal;
- Increasing Returns and the Representative Firm (1930), стаття в Economic Journal;
- Dr. Hayek on Money and Capital (1932), стаття в Economic Journal;
- Introduction do Works and Correspondence of David Ricardo (1951);
- Production of Commodities by Means of Commodities: Prelude to a critique of economic theory (1960).